# Comuna Topolovgrad, Haskovo
Topolovgrad este o comună în regiunea Haskovo din Bulgaria. Cuprinde un număr de 21 localități.  Reședința sa este orașul Topolovgrad.

## Demografie
Componența etnică a comunei Topolovgrad
     Romi (8,4%)
     Bulgari (86,02%)
     Nicio identificare (4,98%)
     Altele (0,83%)
La recensământul din 2011, populația comunei Topolovgrad era de 11.681 locuitori. Din punct de vedere etnic, majoritatea locuitorilor (86,02%) erau bulgari, cu o minoritate de romi (8,4%). Pentru 4,98% din locuitori nu este cunoscută apartenența etnică.